# Yorgos Sicilianos
Yorgos Sicilianos (født 29. august 1920 i Athen, Grækenland, død 29. marts 2005) var en græsk komponist.
Sicilianos hører til en af Grækenlands betydningsfulde komponister. Han studerede hos bl.a. Ildebrando Pizzetti, Darius Milhaud, Walter Piston, Boris Blacher og Vincent Persichetti.
Han har skrevet 3 symfonier, orkesterværker, kammermusik, balletmusik,strygerkvartetter etc.
Han var nær ven med dirigenten Dimitri Mitropoulos, som uropførte hans symfoni nr. 1 med The New York Philharmonic Orchestra i 1958.
Sicilianos brugte mange kompositions former og stilretninger i sine værker ligefra tonal, modal og seriel til tolvtoneteknik. Han brugte også den græske folklore som inspirationskilde.

## Udvalgte værker
- Symfoni i Hm - (1941-1947) - for orkester
- Symfoni nr. 1 (1956) - for orkester
- Symfoni nr. 2 (1994-1997) - for orkester